# مقاطعة ويرت (فرجينيا الغربية)
مقاطعة ويرت هي مقاطعة في فيرجينيا الغربية، بلغ عدد سكانها 5٬717  نسمة، في 2010، عاصمتها إليزابيث.

## الموقع
تشترك في الحدود مع:
- مقاطعة ريتشي (فرجينيا الغربية).

## أعلام
- هوارد بي. لي